# تشايرايفل
بلدية تشايرايفل (بالإسبانية: Chirivel)‏, هي بلدية تقع في مقاطعة المرية. جنوب شرق إسبانيا. يبلغ عدد سكانها 1.849 نسمة.

## وصلات خارجية
- (بالإسبانية)